# Église San Celsino
L'église San Celsino (officiellement San Celso), était une église de Rome, en Italie, située dans le rione Ponte, à Vicolo di San Celso. Abandonnée dans les années 1990, elle était dédiée à San Celso. Construite en 1561, elle se trouve à côté de  l'église Santi Celso e Giuliano  et servait l'Archiconfraternité du Saint Sacrement, fondée en 1560, qui a fusionné en 1566 avec la Confrérie du Saint Nom de Dieu. Cette situation est restée jusqu'en 1984, lorsque le bâtiment a été utilisé comme centre de bienfaisance par le diocèse de Rome, mais a été délaissé en 1993 et est actuellement abandonné. 

## Usage actuel
Sa façade a été restaurée dans les années 1990, mais on ne sait rien de plus sur le reste du bâtiment, qui, bien que toujours répertorié sur le site Internet du diocèse, a certainement été déconsacré. 
C'était une église annexe de la paroisse de l'église San Giovanni Battista dei Fiorentini  et sert actuellement de siège de l'organisation Caritas dans le diocèse de Rome. 